# Dorymetaecus spinnipes
Espèce
Dorymetaecus spinnipes est une espèce d'araignées aranéomorphes de la famille des Phrurolithidae.

## Distribution
Cette espèce est endémique de l'île Lord Howe à l'Est de l'Australie.

## Description
La carapace de la femelle holotype mesure 1,5 mm sur 1 mm et son abdomen 2,1 mm sur 4 mm.

## Systématique et taxinomie
Cette espèce a été décrite par Rainbow en 1920.

## Publication originale
- Rainbow, 1920 : « Arachnida from Lord Howe and Norfolk Islands. » Records of the South Australian Museum, vol. 1, p. 229-272 (texte intégral).